# Rhizotrogus amphytus
Rhizotrogus amphytus är en skalbaggsart som beskrevs av Jean Baptiste Lucien Buquet 1840. Rhizotrogus amphytus ingår i släktet Rhizotrogus och familjen Melolonthidae. Inga underarter finns listade i Catalogue of Life.